# コンスタンティン (ホーエンツォレルン＝ヘヒンゲン侯)
フリードリヒ・ヴィルヘルム・コンスタンティン・ヘルマン・タッシロ（Friedrich Wilhelm Konstantin Hermann Thassilo, 1801年2月16日 - 1869年9月3日）は、最後のホーエンツォレルン＝ヘヒンゲン侯（在位：1838年 - 1849年）。

## 生涯
ホーエンツォレルン＝ヘヒンゲン侯フリードリヒと、その妻で最後のクールラント公ペーター・フォン・ビロンの娘パウリーネとの間の一人息子として、プロイセン領シレジアのザーガン城で生れた。
コンスタンティンは病に倒れた父フリードリヒの摂政を1834年から務め、1845年に父が死ぬとホーエンツォレルン＝ヘヒンゲン侯を継いだ。1848年革命発生後の1849年12月7日、コンスタンティンはホーエンツォレルン＝ジグマリンゲン侯カール・アントンとともに、自分たちの支配する侯国がプロイセン王国に併合されることに同意し、領邦君主としての地位を放棄した。
コンスタンティンは1826年5月22日、アイヒシュテットでロイヒテンベルク公爵ウジェーヌ・ド・ボアルネの娘ウジェニーと最初の結婚をした。そして1847年にウジェニーと死別すると、男爵令嬢アマーリエ・シェンク・フォン・ゲイエルンと再婚した。この再婚は貴賤結婚であったため、侯妃を名乗ることを許されないアマーリエにはプロイセン王フリードリヒ・ヴィルヘルム4世からローテンブルク伯爵夫人の称号が授けられた。
コンスタンティンは1869年、シレジアのグリュンベルクに所有するネトコウの城館で没した。子供のない彼の死によってホーエンツォレルン＝ヘヒンゲン家は血筋が絶えたため、16世紀後半に枝分かれしたホーエンツォレルン＝ジグマリンゲン家の当主カール・アントンがその称号を引き継いだ。